# Maria José Martínez-Patiño
Martínez  Patiño est un nom espagnol. Le premier nom de famille, en général paternel, est Martínez ; le second, en général maternel, souvent omis, est Patiño.
María José Martínez Patiño, née le 10 juillet 1961, est une coureuse de haies espagnole, dont le renvoi de l'équipe olympique espagnole en 1986 pour avoir échoué au test de genre est un moment marquant dans l'histoire de la vérification du sexe dans le sport,,. Elle est la première femme connue à avoir contesté les tests de féminité du CIO.
Martínez-Patiño est licenciée après une compétition qui l'aurait préparée à participer aux Jeux olympiques d'été de 1988. Elle a été exposée publiquement lorsqu'elle a participé à une épreuve de haies dans les championnats nationaux espagnols en 1986, mais a combattu avec succès la perte de sa licence IAAF et a pu concourir pour participer aux Jeux olympiques de 1992. Depuis lors, elle a écrit sur son expérience, et son test et les retombées de ce test sont devenus un cas très médiatisé et fréquemment cité concernant les tests sexuels ainsi que la vie privée des athlètes.

## Carrière sportive
Martínez-Patiño a participé au 100 m haies, où son meilleur temps est de 13,71 (Madrid 1983). Sa meilleure performance en compétition internationale a été de 13,78, aux Championnats du monde d'athlétisme de 1983 à Helsinki.

### Tests sur son sexe biologique
En 1968 le CIO impose le dépistage chromosomique. Avant cette date, les femmes devaient se présenter nues devant un panel d'experts.
Martínez-Patiño est une femme 46, XY atteinte du syndrome d'insensibilité aux androgènes (AIS). Elle développe des formes féminines en grandissant, son organisme ne réagissant pas à la testostérone produite par ses testicules à la puberté.
Elle passe un test de sexe en 1983 aux Championnats du monde de l'IAAF et reçoit un certificat de féminité. Cependant, elle échoue au test de chromatine en 1985 et est jugée inéligible pour participer à l'athlétisme féminin. Le test est passé lors des Jeux mondiaux universitaires de 1985 à Kobe, au Japon, car elle avait oublié d'apporter le résultat d'un test effectué deux ans auparavant, qu'elle avait réussi,. Le CIO procède au test de féminité par un grattage de la joue. Les examens révèlent que ses cellules portent le chromosome Y, qu'elle n'a ni ovaire ni utérus. Elle est exclue de la compétition.
Le test de chromatine était alors la première étape du processus de vérification du sexe et n'était pas destiné à fournir une décision définitive et définitive. Les responsables du Comité international olympique (CIO) et de l'Association internationale des fédérations d'athlétisme conseillaient régulièrement aux athlètes de simuler une blessure après un tel test afin qu'ils puissent se retirer tranquillement de la compétition et protéger leur vie privée. [note 1] C'est ce qui est conseillé à Martínez-Patiño de faire, et elle s'y conforme. Deux mois plus tard, elle reçoit une lettre qui la catégorise comme un homme, citant son caryotype, 46, XY, bien que tout avantage perçu qu'elle pourrait avoir soit invalidé par son AIS : «elle a été disqualifiée pour un avantage qu'elle n'avait pas».
Elle monte un dossier avec l'aide de Aison Carlson, une joueuse de tennis également biologiste à Stanford, qui s'oppose aux tests de féminité. Elle devient ainsi la première femme à contester les tests de féminité du CIO.
En 1986, elle participe à l'épreuve du 60 m haies des championnats nationaux d'Espagne, mais on lui dit qu'elle peut soit se retirer discrètement, soit être dénoncée publiquement. Elle préfère concourir et gagne, et est ensuite attaquée dans la presse espagnole. Elle perd sa bourse et sa résidence sportive, en plus de devoir payer un prix personnel élevé en perdant sa vie privée et son fiancé. Elle continue de lutter contre son expulsion : en 1988, elle est défendue par le généticien Albert de la Chapelle et sa licence IAF est restaurée trois mois plus tard. Elle a tenté de se qualifier pour les Jeux olympiques de 1992, mais a échoué d'1⁄10 de seconde.

## Ouvrages publiés
Martínez-Patiño a décrit son expérience dans Personal Account: A woman Tried and Tested, publié par The Lancet en 2005. Dans Reexamining Rationales of 'Fairness': An Athlete and Insider's Perspective on the New Policies on Hyperandrogenism in Elite Female Athletes publié par l'American Journal of Bioethics en 2012, Martínez Patiño et Hida Viloria ont discuté des pratiques en matière de tests sexuels dans le sport.